# 何君堯
何君堯，BBS，JP（1962年6月4日—），香港新界屯門良田村人，祖籍中國廣東省博羅縣楊村鎮井水龍村，香港激進建制派政治人物，新界原居民，現任香港立法會議員（選舉委員會）、匯蝶公益創辦人、仁愛堂諮詢局成員、新界關注大聯盟執委公關發言人、國際公益法律服務協會創辦人、青關會榮譽會長、興發鋁業控股有限公司獨立非執行董事、新界鄉議局執行委員會當然議員、新界屯門良田村村代表、何君柱律師樓高級合夥人、嶺南大學校董、暨南大學及廣東外語外貿大學客座教授，曾任香港律師會會長、屯門區議會議員及維特健靈顧問。
何君堯為激進派建制人士，以出位言論聞名，另外其被指曾經參與元朗襲擊事件，並於事件當晚曾與多名白衣人握手，亦於立法會任期內多次主張推動支持23條立法，亦設立了「國家安全教育中心」。2008年何君堯曾參選立法會法律界功能組別選舉，最終以約1200票之差敗於吳靄儀。何君堯於2011年獲選成為良田村村代表後，同年4月獲選為屯門鄉事委員會主席，取代出任該位置四十多年的劉皇發，晉身成為鄉事區議會和新界鄉議局成員，同年出任香港律師會會長。他現身兼立法會新界西選區議員，律師樓資深合夥人、廣州代辦處首席代表、香港律師會前會長及前任理事及香港足球總會獨立董事等職務。他在2012年代表鄉事派參選但落選，在2016年香港立法會選舉中首次當選為立法會議員。2019年11月24日，何君堯競逐屯門區議會樂翠選區議員連任失敗。在2022年1月，何君堯當選為選委會立法會議員。於2022年7月他取得中華人民共和國律師執業證（粵港澳大灣區），他亦是首批獲准在粵港澳大灣區內地九市執業的香港律師。於2022年10月何君堯獲第十七屆世界傑出華人獎。於2023年1月何君堯當選為第十四届全国政协委员，在2023年7月獲特區政府頒發銅紫荊星章。

## 背景及經歷

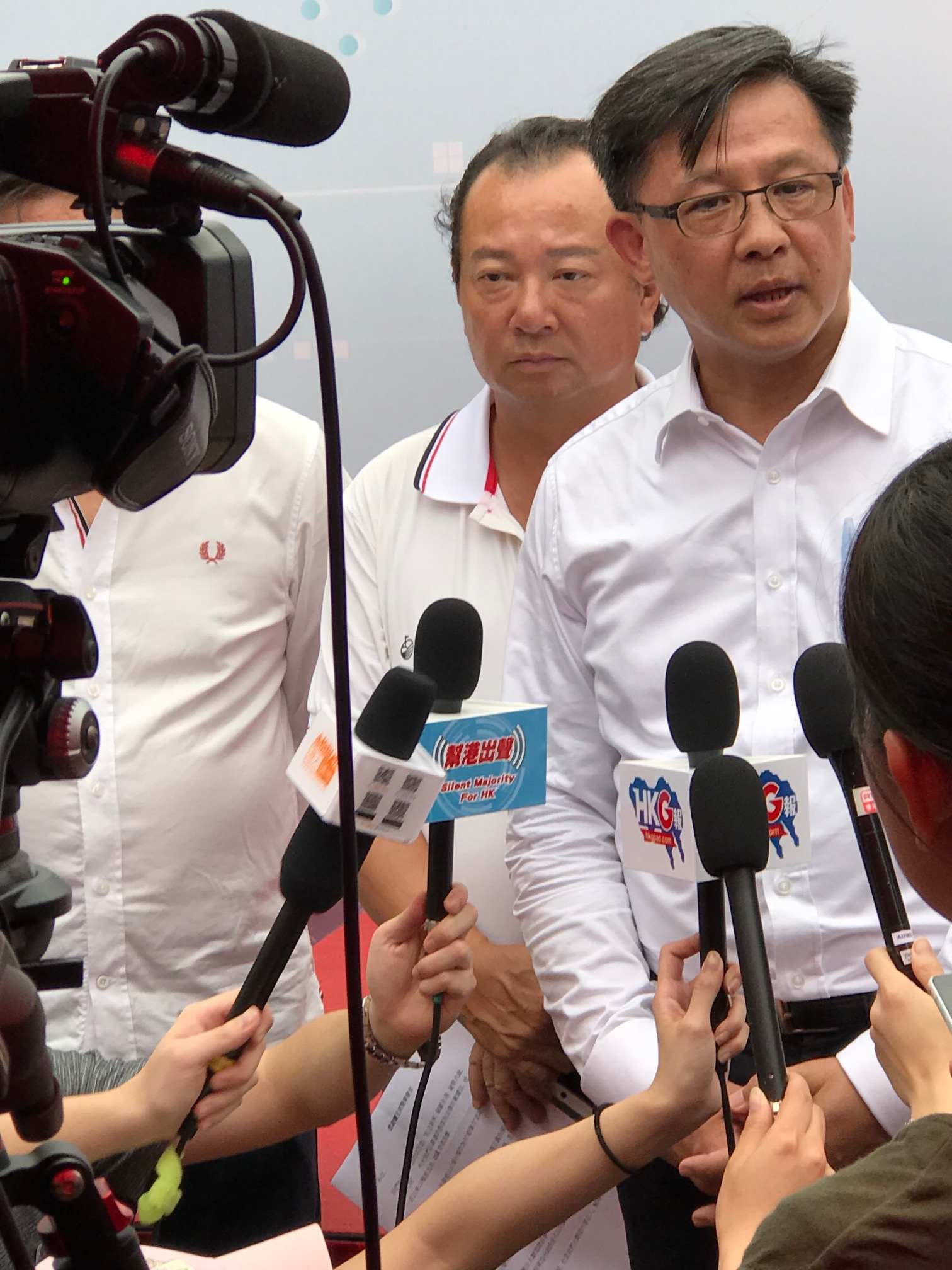
香港媒體港人講地、HKG報和幫港出聲訪問何君堯

何君堯的父親何新榮及其祖父何耀谷是新界屯門的望族，祖上兩代皆曾任屯門良田村村長。在喇沙書院畢業後，擔任警員駐守邊境。其後於元朗參與收地工作，包括新鴻基地產開發的加州花園和加州豪園。於1980年代曾獲英女皇授勳，何新榮也是非牟利慈善組織仁愛堂（原為屯門青山鄉的宗族善堂）其中一名創辦人，何君堯的母親李趣寬則為其賢內助。
何君堯的叔父何新權律師是新界鄉議局前主席陳日新的妹夫。

### 就學經歷
年輕時曾與同為良田村內人士周永勤一同入讀何母開設的良田幼稚園，並保持友好往來。
何君堯稱他在1984年畢業於英國州瑪高等教育學院（現安格里亞魯斯金大學），取得榮譽法律學士學位。他說「由於當時英國比較保守，『非我族類』的華人不太受歡迎」，故選擇返回香港執業。有聲音指出，州瑪高等教育學院在合併前只是專上學院，且安格里亞魯斯金大學在1992年才成立，質疑何當年所獲的學位不是學士學位，而是專上教育文憑，亦有聲音討論何君堯無法在英國執業的原因。
在2011年何君堯獲安格里亞魯斯金大學頒發榮譽法學博士學位（Honorary Doctor of Laws）。但於2019年10月28日，大學宣佈正式褫奪授予他榮譽法學博士學位。

### 英語能力爭議
有評論對他的英語水平作出批評。2017年10月，何君堯致函香港大學要求解僱該校的法律系副教授戴耀廷，前校長馬斐森回信說已知悉他的意見，表示學校會按常規程序處理。何君堯不滿意該答覆，於是寫了以下一封信：

Dear Professor Mathieson,

Your letter to me dated 26th October 2017 refers.

With due respect, your answer is same as the previous one before which is still unclear. Could you just confirm if my complaint against Mr. Benny Tai is being properly and officially processed? Please answer my question directly.

Yours faithfully,

JUNIUS HO KWAN-YIU
其後有網民將有關信件惡搞，製作成英語文法檢查軟件Grammarly之廣告。
對此何君堯對質疑者作出反駁，他批評香港多「低層次政治」，專門「摷舊料（翻舊資料／翻舊帳）」，又說「因為佢有心理上嘅缺憾，好鍾意搵人哋啲弱點嚟攻擊，但係佢唔會喺人哋好處裡面諗好嘅嘢，只不過會喺屎坑裡面，專諗埋晒啲屎橋」。他斥對方攻擊其學歷，形容是無必要亦毋須浪費時間。又說：「不要管我的學歷是哪裡來的，總之不是野雞大學。」

### 獨立非執行董事
於興發鋁業控股有限公司（港交所：98）的上市文件顯示，何君堯於2008年起出任獨立非執行董事。
2018年4月16日，興發鋁業控股有限公司委任獨立非執行董事何君堯出任薪酬委員會主席及提名委員會成員。
於興發鋁業控股有限公司的2018年年報顯示，2017年度何君堯的袍金為15萬人民幣。

### 相關表現
在何君堯2011至2012擔任香港律師會會長期間，亦是泛民主派發動五區公投之後，政府提出修改選舉法例，建議取消補選，用遞補機制去填補空缺。
在新界豁免管制屋宇違例建築工程事件中，何君堯主張維護「憲法權利」。香港政府試圖清除僭建物問題，要求業主申報僭建，以換取5年特赦的登記制度。何君堯質疑並批評政府要業主自證其罪，有違保持沉默的權利。

### 匯蝶公益
何君堯於2010年12月9日創立匯蝶公益。該機構致力發展及向市民提供非利益的社會福利服務。

### 鄉議局
2011年何君堯推動修改屯門鄉事委員會規章，禁止鄉事委員會主席三度連任、禁止曾任村代表的太平紳士自動成為鄉事委員會當然執行委員。此舉直接使劉皇發不能以當然議員資格競選連任屯門區議會主席。
其後當政府委任劉皇發為區議員時，何君堯更動員抗議有關任命。

### 區議會

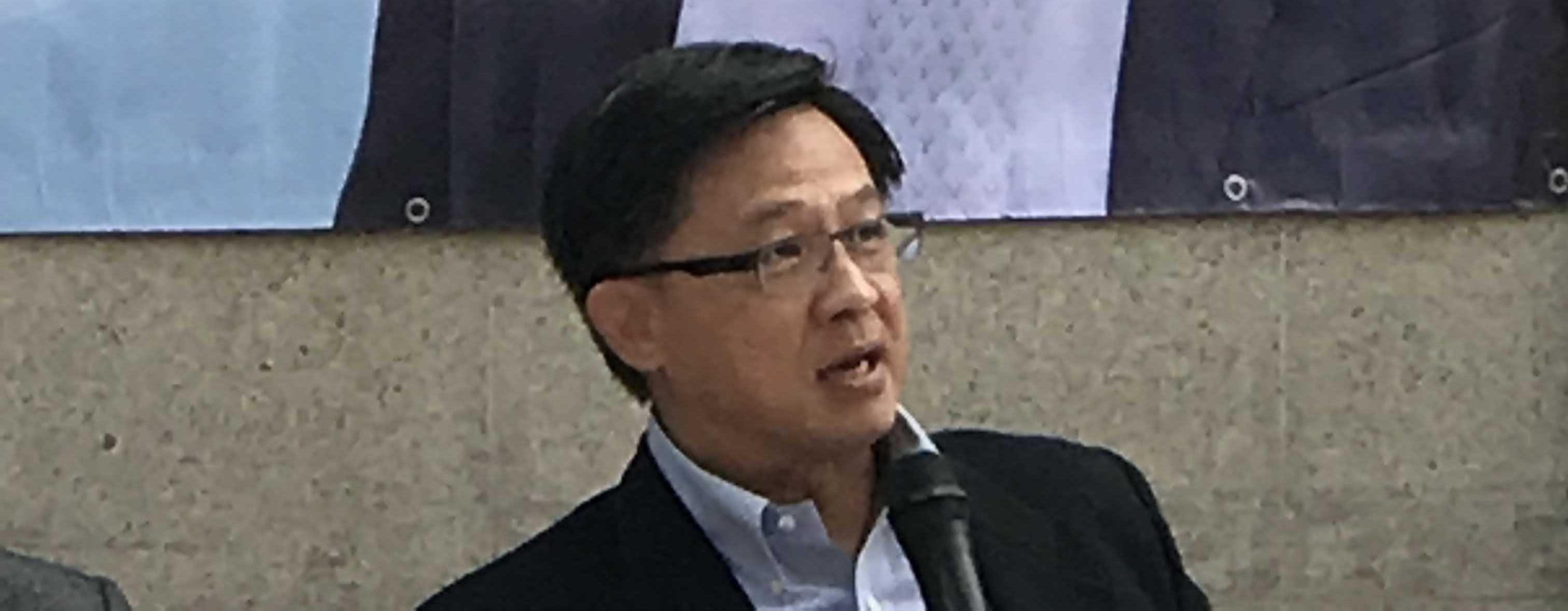
在建制派民眾前演講中的何君堯

在出任屯門區議會議員之時，何君堯反對政府不必要地擴建香港堆填區，他不贊同政府浪費公帑去購買日落科技在石鼓洲興建焚化爐，他倡導離子氣化技術處理香港垃圾問題，那是一個更先進、更清潔的技術，更符合經濟成本效益的科技。他亦對兆康苑5B區的發展表示關心。

### 2012年參選立法會
何君堯於2012年首次參與地區直選，但只獲得10,805票，排名倒數第三落敗。

### 2015嶺大論壇拍枱離場
2015年，反对佔領中環的何君堯被特首梁振英委任為嶺南大學的校董，一直受成學生和校友的非議。11月上旬，何君堯到嶺大出席論壇，逾百名學生質詢他是否贊成廢除特首校監必然制。何無正面回應，更與學生舌戰連場，幾度請學生「返去讀多啲書」。期間有同學不耐煩向何骂脏话，質疑他當校董後將更恃勢凌人，被何反諷「用粗口打情罵俏」，何又聲稱聽到有人侮辱其妻子後丟咪拍枱離場。
當天晚上，何君堯發聲明解釋離座原因，稱認為對方言論不尊重女性，以粗穢言詞去羞辱女性。他認為任何有尊嚴的人也都會停止參與這個活動，又指作為男士有責任保護妻子和家人的尊嚴。

### 2016年參選立法會
於2016年，他獲得藝人兼惠州政協委員陳小春支持，有傳媒發現，幾名嶺南大學學生現身替何君堯助選，幫手派發傳單。當被問到為何前來撐何君堯時，有學生表示因為何君堯為其校董。而代表熱血公民出選的同區候選人鄭松泰在得悉幾名嶺大學生之助選原因後，認為何君堯以校董身分，找學生助選，屬以權謀私，涉嫌違反選舉條例，並已到選管會作出投訴。
當天晚上，何君堯在其個人facebook帳戶回應事件，他表示歡迎任何人士到來給我打氣，無論是居民或學生均無分彼此。他稱事前不知道該3名嶺大學生會前來街站，據他了解是他們得知陳小春會在今早出現，故專程來一睹明星風采，而並支持他，而何君堯聲言他及他的團隊並無安排他們擔任義工。並無以「嶺南大學校董身份找學生助選」，認為有關指控失實，深表遺憾，並會向選舉事務處作出投訴，同時保留進一步法律行動之權利。，最終以35,657票，即5,508票之差取代尋求連任的李卓人取得新界西末席，成功當選立法會議員。不過，於其中一個論壇上，自由黨周永勤表示因受到威嚇，不想身邊的人惹上更高層次的麻煩，宣佈停止一切選舉活動，並鞠躬致歉。他後來交代事件經過，又指7月中有「駐港部門」人士游說他棄選，稱「我們想當選的人不是你，你並沒有我們的祝福。」
後來立法會議員鄭松泰質問何君堯為何在周永勤退選時獨自暗笑，何君堯指自己遇上逆境都會保持樂觀，批評鄭松泰抹黑自己。

### 逃犯條例修訂爭議
在《逃犯條例》修訂爭議中，支持修訂條例的保安局局長李家超宣稱持有不同意見的法律界和新聞界不了解草案運作，對此有30名法律界選委去信邀請香港特別行政區行政長官林鄭月娥公開會面，讓政府官員有機會「啟蒙」他們，但被林鄭月娥拒絕。何君堯後來指林鄭月娥不會接受公開見面的邀請，發信邀請法律界選委出席他以個人名義舉辦的《逃犯條例》「交流會」，邀請選委代表、香港大律師公會前主席陳景生和29名法律選委在立法會就修例交流兩小時。陳景生在回信中重提邀請林鄭月娥會面的原因是保安局局長李家超指法律界「朋友」不了解《逃犯條例》運作，他在信中說：「恕我（陳景生）冒昧，我怕你（何君堯）代表不了特首或香港特區政府『啟蒙』我們，除非你是在其位能代表特首或香港特區政府，否則我們參加『交流會』是沒有意思。」又歡迎何君堯個別約見選委反映意見。法律界選委之一、港大法律學院首席講師張達明在臉書發文，指何君堯在中文信中，指是以「個人名義」設「交流平台」，但信件英文版的標題卻是邀請他們參加「辯論」（debate），內容就指是安排了一個「討論會」（forum），他表示「有點擔心」會誤解何君堯發邀請信的名義及目的，又表示何君堯又在英文信中指林鄭月娥「her hands are tied」（受到制肘），好像是何君堯在表達他獲授權去代表特首解釋，為何她無法接受選委們的公開會面邀請，又說：「無論如何，我們決定都應該有禮貌地回信給何律師/議員，我個人亦歡迎他可以聯絡我表達他的意見。」

### 被劉駿軒搭讪及响他名号
6月30日何君堯在添馬公園舉辦「630撐警察，保法治，護安寧」的集會。而在前往會場途中，前在囚人士兼网络红人劉駿軒與多名建制派議員接觸拍片，包括何君堯，其后他拍片自称「天水圍何君尧」；劉駿軒於7月9日晚上疑因為目光問題而在屏欣苑翠河餐廳內與另外三名男職員發生爭執，期間雙方互相以手腳施襲，其後他於醫院中上載影片，表示何君堯議員会到醫院探望他自己因而感到非常高興。；其后劉駿軒到翠河餐廳示威时表示他老大是何君堯，但何君堯並沒有對此作出任何的評論

### 被指牽涉元朗站襲擊事件
何君堯事前已经在獻計鄉事派組成民團说對元朗六鄉既是非常之有信心。他们来，你就效率高点。網上流傳的一段短片顯示，「車房標」頭馬「金仔」以及14K人馬Billy鄧威良於示威當晚與何君堯分別齊齊豎起手指公合照及握手，何君堯鼓掌稱讚他們是「英雄」，并合影留念。事后前者和黑幫和勝和元朗黑高佬安的手下、和勝和頭目雙鷹青手下，和勝和太上皇"囝囝"的門生、元朗14K猛人"四眼文"的門生、元朗廈村14k猛人"華豬"的手下、「毒蛇」的元朗和合圖人馬、澳門猛人"街巿偉"的門生Ruby，以及2021年7月22日在區域法院被判入獄3年9個月至7年和勝和林觀良、14K林啟明、吳偉南及黑帮成员程偉明等多達800人參與元朗袭击事件，對此，何君堯22日中午召開記者會稱自己與元朗白衣人打黑衣人襲擊事件沒有任何關係，只不過是晚飯後送朋友回家，順便路過。他表示自己到哪裡都會和別人握手問候，憑藉自己的知名度被要求合照很正常，他又說舉拇指與白衣人握手合照，是在發生元朗站暴力事件之前，質疑被人移花接木。批評傳媒別有用心，煞有介事質疑他支持黑社會。他讚揚那些人「保家衛族」，不過並非支持暴力，但說「任何人犯法都可以原諒」及反問「為何要與他們割席」，而有人曾網上聲言要進行「光復元朗」行動，令元朗社區緊張，故此那些人質疑有人刻意挑撥社區而「有反應」是正常，強調沒有策劃事件也沒有要他們訴諸暴力。後來他晚上在社交網站承認當時已得悉該些居民已在等候黑衣人，一旦侵犯元朗定必保家，故他即提醒眾人要留意法律問題，強調自己堅守法治的態度是無容置疑，重申警方必須依法治理。
2019年7月22日，公民黨立法會前議員余若薇在其Facebook專頁指已向律師會投訴，指何君堯懷疑與元朗襲擊事件有關聯，涉嫌違反《律師執業規則》1.01(d)。同日，在美國白宮請願網站「我們人民」發動聯署，表示因何君堯曾表示反修訂《逃犯條例》的示威者應被打及被拍到支持元朗襲擊事件中的白衣人，因此，懇求美國政府禁止何君堯一家入境美國、獲得公民身份和簽證。於7月23日下午1時多，聯署已取得超過10萬簽名，超額完成目標。
多所學校師生亦發起聯署，其中何君堯母校皇仁書院的師生發起聯署譴責何君堯的行為超越任何倫常道德底線，表示以後不再承認其與母校的聯繫，呼籲眾立法會議員彈劾何君堯，鼓勵舊生向香港律師公會投訴何君堯。擔任嶺南大學校董的何君堯遭到師生及校友聯署指出「何君堯多年來以校董之名發表無數針對學生及社會大眾的仇恨言論，嚴重影響嶺南大學形象，令母校蒙羞。」嶺南大學迅速與他割席，指何君堯最近就反修订《逃犯条例》事件发表的言论与岭大完全无关，不代表校方立場。於2019年7月27日下午5時30分，何君堯於Facebook表示是否做嶺大校董根本不重要。擔任元朗公立中學校董職務的何君堯遭到元朗公立中學校友聯署表示要求何君堯立即辭任元朗公立中學校董會成員一職。該聯署指出：「何君堯身為立法會議員不但沒有為社會困局提任何建議，更為暴徒吶喊助威，更稱他們為英雄，明目張膽傷害無辜群眾。」及「7月22日，何君堯召開記者會多次迴避涉黑質詢，還強詞奪理，謊稱流氓殺入市區打人為保護家園，顛倒是非，誣蔑乘車返家的市民為滋事份子。」。香港大學法律學院學生及校友聯署指何君堯2019年7月21日當晚與懷疑毆打市民的白衣人士握手，顯示他支持毆打，而他事後的解釋又自相矛盾。另外，懷疑何君堯涉嫌違反《律師執業規則》第2條。
2019年7月23日早上11時30分，何君堯和同屬新界西選區的議會陣線立法會議員朱凱迪於出席香港電台節目《視點31》，就元朗事件展開針鋒相對的討論。何君堯表示自己不後悔當晚跟白衣朋友握手，唯一後悔是有人破壞香港的穩定繁榮，但朱凱迪指何君堯煽動暴力，唯何君堯頻頻打斷朱凱迪發言。何君堯要求各方停止一切暴力行動，又指朱凱迪帶頭煽動反動分離主義勢力，認為他的黨友煽惑他人毀壞自己的辦公室，要求他對住鏡頭表示不再提「光復行動」。朱凱迪拒絕，認為政府未回應示威者訴求，行動會繼續，並堅持要成立獨立調查委員會徹查6月12日衝突及7月21日衝突，當朱提到要釋放被捕人士時，何君堯大為不滿，指他身為立法會議員將暴力帶入議會，當時節目還未結束何君堯便拍枱大罵朱凱迪，指他「不配做議員」後揚長而去，而一位聲稱是員工和選民的錄影廠人士指何君堯「你都唔﹙不﹚配啊！」。何君堯離開港台大樓時，有多人在閘外向其示威，有人向他扔鞋。
2019年7月23日下午五時許，工黨發起聯署，表示要求政府取消何君堯的新界太平紳士資格。該聯署指出：「何君堯2016年被梁振英委任為新界太平紳士，重返鄉議局。但何君堯作為太平紳士，卻涉嫌鼓吹、教唆及指使黑社會使用暴力，肆意攻擊市民，行為令人髮指！」
。其後，同年8月2日，工黨帶著2萬人的聯署到香港政府總部遞交請願信，要求政府取消立法會議員何君堯的太平紳士資格。工黨主席郭永健表示，網上片段中何君堯跟元朗白衣人握手及拍膊頭，加上他以前曾有「殺無赦」的言論，充分證明何君堯沒有資格擔任太平紳士。
另外，何君堯和子女的住址、電話等個人資料在網上被公開。
身兼嶺南大學校董會主席的港鐵（港交所：66）主席歐陽伯權在2019年7月24日會見傳媒時表示，該校的校董會成員何君堯近期所發表的言論並不代表校方的立場，對於其被指與元朗襲擊事件有關，歐陽伯權表示已去信教育局局長楊潤雄，要求查清何君堯在襲擊事件中的參與程度，並稱何君堯如真的有參與襲擊事件是不可以容忍。
2019年7月27日原本是嶺南大學一年一度的校友日（homecoming day），但校方因應元朗白衣人無差別襲擊而取消活動。不過，嶺南校友及學生自發發起「真•homecoming day」，要求嶺南大學罷免當日與白衣人握手、稱其為英雄的校董何君堯。逾千名校友師生參與該次活動。活動期間，於正門地上展示「掃黑除惡保嶺存博」的白布及掛上「驅逐何妖」的橫額，邊高呼「驅逐何君堯，掃黑除惡」，及後手持「權奸亂港護嶺南，團結自強莫畏難」的橫額及「踢走何妖，守護嶺南」等標語遊行。
2019年7月30日，屯門大興花園第二期業主立案法團發出通告。內容表示「法團管理委員會於本年七月三十日收到何君堯律師的書面通知，鑑於屋苑祥和氣氛不應受到外來政治因素影響，由即日起辭任本屋苑義務法律顧問一職，以保障居民生活安靜。」。

#### 所有办事处被破坏

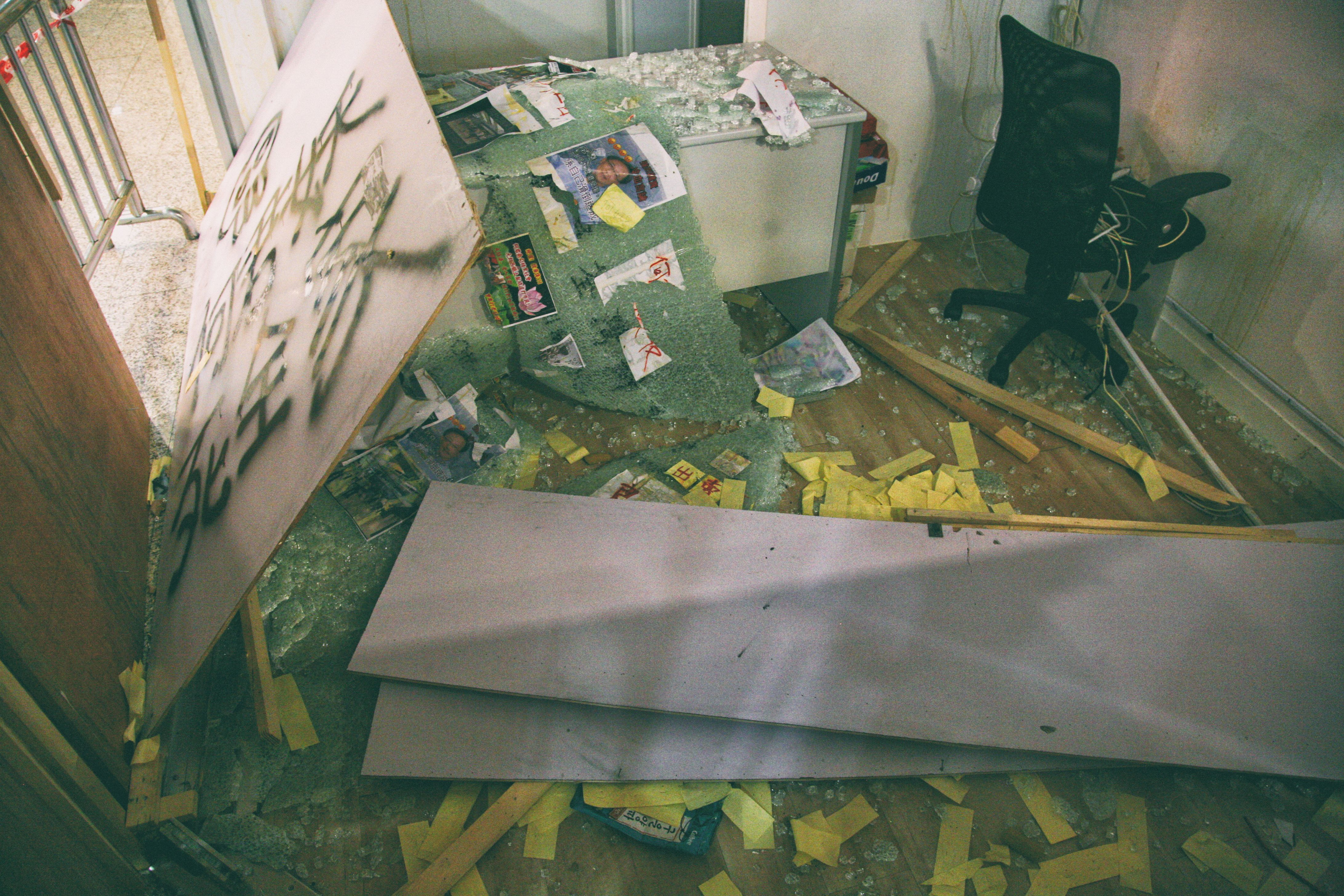
何君堯荃灣辦事處

因為何君堯的回應無法平息民憤，有示威者號召於2019年7月22日發起「問候何君堯大行動」，到他在荃灣荃豐中心的辦事處抗議。有人把抗議單張張貼在辦事處玻璃上；亦有市民朝辦事處招牌噴黑油，並用商場的欄柱撞破玻璃，約3至4人沖進內拆毁室內閉路電視鏡頭，全程約2至3分鐘。其後眾人四散，事發時辦公室無人。另外，天水圍天華邨和屯門美樂花園辦公室也遭到毀壞。
2019年7月23日，網民再號召前往何君堯分別於天水圍和屯門美樂花園的區議員辦事處「拜訪」何君堯，示威者在辦事處的閘上張貼紙條，又向招牌投擲生雞蛋，並以寫上「我要真普選」的黃色膠紙「封舖」，又向美樂花園的居民宣揚何君堯的「惡行」。又有示威者在辦事處門口獻上鮮花，在其門口設立「臨時墳墓」，為何君堯上香，並播放靈堂的音樂，在場人士更為何君堯行鞠躬禮。
2019年9月12日深夜11時許，警方接獲報案指，何君堯位於屯門良田村77號的議員辦事處遭人惡意破壞。警方到場後，發現上址的玻璃窗破裂，懷疑有人用磚掟毀；亦有閉路電視及門鐘被人移走，現場只剩下一些電線。據知，上址為立法會議員何君堯的議員辦事處。初步調查後，相信較早時有6至7名身穿黑色上衣人士，向辦事處進行破壞，隨後逃去。《香港01》記者到場了解，發現上址並無任何議員辦事處的標示，尤如一間普通的村屋。兩日後，何君堯位於荃灣荃豐中心的辦事處再遭破壞。9月14日晚上，警方接獲保安報案，有人於荃灣荃豐中心2樓何君堯議員辦事處投擲玻璃樽，其後起火，消防到場將火救熄。事件中無人受傷，商場內瀰漫白煙，消防人員於現場調查事件。警方拉起封鎖線調查，現場內遺下一個紅色懷疑信號彈，另外地面亦滿佈蛋液。該辦事處於7月22日元朗黑夜過後，網傳立法會議員何君堯事前曾與白衣人合照、握手等，其後辦事處被示威者毀壞，整幅玻璃牆被推倒，隨後辦事處以木板圍封。
2019年10月29日早上7時許，何君堯位於屯門美樂花園的議員辦事處被發現遭人縱火，現場所見，辦事處門口玻璃及地磚被燻黑，部分貼在門上的海報亦受到波及，職員發現後報警處理，警方到場調查，案件暫列「縱火」處理。過去反修例風波中，何君堯位於屯門及荃灣的議員辦事處亦曾多次遭刑毀，包括門口被噴漆、辦事處玻璃被毀、縱火等。

#### 夜馬取消事件
有賽馬及評馬界代表發起聯署，表示要求香港賽馬會褫奪何君堯的馬會會籍，並即時將其名下賽駒即時退役。該聯署指出：「何君堯身為立法會議員不但沒有為社會困局提任何建議，更為暴徒吶喊助威，更稱他們為英雄，明目張膽傷害無辜群眾。」及「7月22日，何君堯召開記者會，積極迴避涉黑言論，並強詞奪理誣蔑乘港鐵回家市民為滋事份子，用一晚時間將黑變成白，白變成黑。」何君堯、何偉誠及李星強等三人同為賽駒「天祿」的馬主。。2019年9月18日晚上，何君堯、何偉誠、與李星強共同擁有的賽馬「天祿」原本出戰舉行的頭場賽事草地1000米，由騎師田泰安執韁，告東尼為練馬師。但由於何君堯在反對逃犯條例修訂草案運動中多次發表惹火言論及行動，所以有網民發起號召於「香港清潔日」行動前為「天祿」及何君堯打氣支持。同日下午13:42，香港賽馬會宣佈鑒於馬迷、騎師和員工的安全及馬匹的福祉可能受到威脅，取消跑馬地馬場舉行的賽事。馬會發言人表示：「我們關注到跑馬地附近地區今晚或會發生不可預計的混亂情況，跑馬地馬場今晚可能遭受干擾甚至可能出現暴力場面，以及馬迷、騎師、馬會員工及馬匹今晚進出馬場時，跑馬地及銅鑼灣地區的交通安排所存在的不確定因素。」及「要作出這個艱難決定，我們感到無奈；但公眾安全是馬會的首要考慮因素。我們希望賽馬業界和公眾人士均理解我們作出這個決定的原因。」。香港馬主協會前會長吳嵩接受傳媒查詢時稱，馬會因公眾活動而取消賽事屬首次。明報推算馬會損失高達11億的投注額，令政府少收約1.2億元博彩稅。同時，近5000萬元撥予馬會作營運開支及慈善捐獻，亦因賽事取消而落空。
何君堯指出早上09:00，何偉誠收到馬會電話表示馬會管理層對賽事感到擔心和顧慮，但無要求「天祿」退出或作出任何暗示若繼續作賽，會令整個賽事取消。但同日下午何君堯得知馬會取消所有晚間賽事的消息，對此感到驚訝，憂慮此事對本港在賽馬世界的領導地位帶來負面影響。
2019年9月19日，何君堯發表聲明就馬會停止比賽對香港賽馬事業和廣大馬迷造成的損失表示遺憾，並宣布經與兩位合伙人商量，為支持香港公益賽馬事業健康發展，為維護廣大馬迷合法權益，更為香港長期穩定安寧著想，決定在香港當前的動亂平息之前，「天祿」暫停參賽。但他同時表示馬兒無罪，不能因為「天祿」有優異表現而剝奪牠馳騁賽場的權利，動物也有其基本權益。 聲明末段強調天祿無辜，愛國愛港無罪。

#### 在良田村的父母墓園被破坏
7月23日同日下午，何君堯父母在良田村墓園的墳墓被人拆毀，墓碑被推倒，墳旁被噴上「官黑勾結」及「何君堯孝子」字，墳墓上被噴上「屌」字，更喷上「勝和」字和吳偉南的綽號，而何君尧本人在当日下午到场了解情况，劝犯事者早日自首。他表示：“虽然非常愤怒，但会以最平静的心对待，希望大家停止相关行为。”至今（2022年12月）警方未破案，但在社交平台及讨论区上不少人暗指破壞者身份和动机，包括是白衣暴徒事后被捕并未能收取酬勞及林卓廷和示威者掘人家墳，而7月24日何君堯凌晨在臉書直播指控是立法會新界西議員朱凱廸的支持者所為

#### 英國执业律師资格受挑战
2019年7月29日，香港效益主義黨到英國駐香港領事館遞交請願信，表示何君堯於西鐵元朗站襲擊事件中曾鼓勵白衫市民襲擊群眾，故要求英方制裁何君堯，包括褫奪「英格蘭及威爾斯執業律師」資格及禁止何入境英國等。英國律師管理局接獲投訴，表明何君堯可能違反了管理局的標準或要求，認為相關指控嚴重，值得展開進一步調查，透露會將事件分配予另一位調查人員，並仔細研究及檢視所掌握的資訊，亦可能會向投訴人聯繫，及向何君堯作查詢，從各方面獲取更多證據。

#### 2019年香港區議會選舉遭到不幸

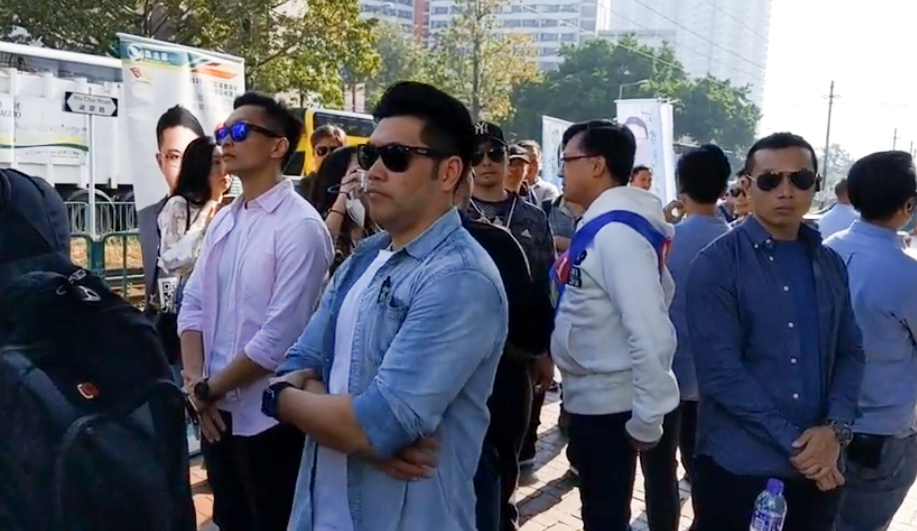
何君堯在樂翠選區拉票期間，有多名保鏢貼身保護

2019年10月8日，何君堯低調報名參選屯門樂翠選區。民主黨地區主任盧俊宇及無政黨背景的蔣靖雯參選應戰。另外，有多名建制派候選人均被指是何君堯的友好或得到何的支持，其中包括激進建制派組織香港政研會成員林勁放 及獨立建制派候選人黃子毅。
2019年11月6日早上8點左右，一名男子假藉找相機之名找刀刺傷何君堯並指「殺死何君堯，7.21元朗事件是你的所為，你就是主謀，像你這樣的人可以當議員，有沒有搞錯」，何胸部受傷緊急送醫無大礙何君尧遇袭后，其亲兄也就此表示这是“意图谋杀”。
香港特区政府發言人表示，香港一向是多元、包容的社會，市民表達意見時應該和平理性，互相尊重。政府亦絕對不容忍任何暴力行為，国务院港澳办及香港中联办有关人士也发表声明，就此事强烈谴责。之後《蘋果日報》聲稱接獲投訴，何君堯於屯門醫院接受治療時有插隊行為，令原來輪候的病人要延遲手術。屯門醫院表示會因應病人臨床情況、手術室情況及專科人手而決定病人接受手術的先後次序。
施襲男子被證實是屬於香港高登討論區的會員天王寺璃奈，起初因伤人被捕，警方经调查后将案件改列“意图谋杀”起诉，并于11月8日在粉岭裁判法院提堂。法院应控方要求押后案件至2020年2月3日再审，且不得保释。該男子董栢輝最終被判9年監禁，上訴也被駁回。
2019年香港區議會選舉結果，何君堯僅得2626票而落選，有民眾聚集於競選總部外進行悼念祭拜行為。何君堯之後在Facebook直播時表示市民應和平理性表達意見，同時表示「落選是打不倒我」。

#### 2019年被褫奪榮譽法學博士學位
2019年10月26日，英國上議院議員奧爾頓勛爵去信何君堯母校安格里亞魯斯金大學，稱他有多個「不當行為」，包括曾發表有關大屠殺、攻擊同性戀、攻擊女性以及種族主義的言論，促請校方褫奪何君堯的名譽博士學位。
2019年10月28日，安格里亞魯斯金大學宣佈正式褫奪授予何君堯的榮譽法學博士學位（Honorary Doctor of Laws）。該大學在一份聲明中說：“該校的榮譽必須是成為我們的學生、校友和員工，以及我們所服務的社區積極的榜樣。 自何先生獲得榮譽以來的行為引起了越來越多的關注。經過調查，該大學撤銷了何先生的名譽學位。”（ARU’s honorands must be positive role models to our students, alumni and staff, and to the communities we serve. Mr Ho’s conduct since he was honoured has caused increasing concern. Following an investigation, the university has withdrawn Mr Ho’s honorary degree.） 該大學網頁亦已移除其資料。何君堯向內地《環球時報》表示，投訴他的英國上議院議員奧爾頓的指控不實，感到遺憾，不排除用法律手段解決，他同時表示，事件暴露了英國所謂法律的「程序公正」很脆弱。至2019年香港區議會選舉投票日，英國保守黨人權委員會委員裴倫德來港親到屯門區，向何君堯表示有份促成其「DQ」博士學位。

### 批評學校有嚴重罷課迹象
2019年9月5日，何君堯成立的「民間監察罷課關注組」訂立「黑衣人在校內外出現」、「學生叫喊政治口號」等六大指標，派出義工巡視百多間中學後，點名批評6間學校有明顯罷課迹象，他要求教育局跟進。被點名的學校發表聲明強烈譴責何君堯干擾及抹黑學校，而連日有不明人士在校園附近徘徊及查問學校上課情況，對學校正常運作造成嚴重干擾，並威脅師生人身安全，期望「社會政治爭論止步於校園外」，葉建源認為關注組的做法對學校施加不必要壓力。

### 被指黑社會 入稟控三議員誹謗
2019年10月31日，何君堯入稟高等法院，控告公民黨郭榮鏗、民主黨林卓廷和議會陣線毛孟靜誹謗，指三人於8月12日立法會保安事務委員會的職務探訪期間在鏡頭前高呼「何君堯，黑社會」，其言論已構成誹謗。

### 倡建「民團」
2019年11月9日，何君堯接受內地官媒《環球時報》旗下的環球網專訪時表示，建議香港政府建立保安性質的「民團」。「民團」可吸納踞喀兵或有豐富保安經驗的人士作成員，但需經警方考核和登記，以防止示威者或同情示威者的人混入。而「民團」可持有器械，保護社區、企業和大廈，費用可由受保護的企業或需保護的社區集資僱用。

### 2019年獲中國政法大學頒發名譽博士學位
何君堯被褫奪安格里亞魯斯金大學名譽博士學位後，《環球時報》總編輯胡錫進表示，內地大學可積極考慮授予何君堯名譽博士學位，以表彰他從事律師業務和履行香港立法會議員職責的卓越表現。2019年12月6日，何君堯獲中國政法大學頒發名譽博士學位，以表彰他“在法律界的卓越貢獻及成就”。出席中國政法大學名譽博士學位授予儀式的包括何君堯、中國政法大學黨委書記胡明、校長馬懷德、中聯辦教育科技部處長陳恆、港澳辦交流司調研員程遠等。其後，何君堯於Facebook上載自己獲頒學位的相片說「（西方）賴以為榮的學術自由及言論自由的基石已經都被摧毁了」，又表示獲得中國政法大學的名譽博士學位是「展示了國家對君堯的支持，還君堯一個公道。」

### 立法會兩項動議譴責何君堯
2019年12月11日，立法會議員郭家麒和毛孟靜今天於立法會會議提出譴責動議，根據《議事規則》動議譴責議員何君堯食慣洋腸的言论及和参与7月21号袭击的白衣人握手，在無議員提出反對下，立法會主席梁君彥稱將兩項譴責何君堯議案交付調查委員會處理。其后面對彈劾的他一邊批「隊友」「一盤散沙」沒通過彈劾陳淑莊，一邊為自己拉票稱「要隊友撐」。泛民兩項議案動議均被否決。

### 承認721元朗襲擊事件當晚政治觸覺不足和一時疏忽
2019年12月，元朗襲擊事件的幫派勢力人士被捕人數增加至37人时。何君堯31日接受now新聞台訪問時，首次承認721元朗襲擊事件當晚，他到元朗是政治觸覺不足和一時疏忽，他又指721元朗事件過後，部分選民對他的態度產生了轉變，但即使選舉期間遇襲及父母墳墓遭破壞，都不會影響他日後作風。

### 2020年對辯黃秋生
2020年1月14日，何君堯應邀出席香港電台節目《視點31》，與藝人黃秋生就警察暴力問題進行對談。節目尚未舉行，逾百名何君堯支持者聚集在港台電視大廈大門前，高舉中國國旗及多張「支持戰狼何君堯」紙牌和「反暴力 愛和平 撐警察 護安寧 支持戰狼何君堯」橫額，不停喊口號支持何君堯。何君堯乘坐白色七人車到達時，支持者高聲大叫，他向支持者打招呼。他表示今天帶著輕鬆的心情出席節目，看到這麼多人支持表示很開心。然而，黃秋生的外父當天突發哮喘離世，加上自己煮飯時不慎切到手指，因此無法參加節目。港台採訪隊前往醫院採訪黃秋生，記者彭德章問黃秋生對當晚對談主題「論良知‧談正義」的看法，黃秋生表示現在的情況是黑白不明，而正義和良知是哲學問題，每個人的判斷標準都有所不同，僅用45分鐘的節目無法解釋清楚。提到元朗7·21事件，他表示政府有必要去調查警方是否參與事件，又指自己剛剛在醫院見到的警察都很有禮貌，還給他口罩戴，相信並不是所有的警察都很魯莽，也正因為大多數警察存在暴力的異常行徑，更加要必要進行調查。他又以第二次世界大戰期間英國人即便遭到德軍的轟炸也如常生活的歷史為例，鼓勵香港人正常生活，展望將來。
何君堯表示，未能與黃秋生對話很遺憾，認為任何人犯法都要繩之於法，不單是元朗721事件。他再度重申721當天是林卓廷帶頭挑釁導致事件發生，而自己當天出現在元朗不過是送友人回家，禮貌上跟支持者表示感謝。對於主持利君雅指721當天首宗襲擊事件在晚上10時前發生，林卓廷10時45分才出現在元朗，如何證明林挑釁，他表示自己當日有其他事情要做，不了解相關時序。他強調當晚10時發生的事不是林卓廷挑釁，但不代表他沒有在10時後發生的事作挑釁。對於如何追究責任，他指自己已經在立法會提出要求調查林卓廷。離場接受記者採訪時，何君堯表示今天的事情算是反高潮，對話尚未開始就結束了，很遺憾，同時也向黃秋生表示慰問。他評價黃秋生在採訪中的論述，認為他未表明社會對是否黑白的價值觀不同觀點有多達，也未提到他的工作和自己的工作有何差別，沒有具體的證明。何君堯離開後，他的支持者大罵先離開的記者，其後與一名男子產生爭執並繼而動武，直到兩名便衣警員上前勸交并帶走該男子。

### 發起聯署促成23條立法
2020年2月，建制派立法會議員何君堯近日多次呼籲就23條立法，有團體響應其呼籲成立「23同盟」，於網上發起聯署活動，要求立即展開立法程序，聯署目標為200萬人。获得「邓sir」、「大波Man」、「黑超哥」、「大卫sir」、「华记」等親中共政见人士支持，活躍於微博的光頭警長劉澤基亦於微博貼文作出呼籲，並希望「全國全民聯署」，何君堯昨指首份表格不足1日已打破10萬上限，已展開第二份表格聯署，聯署人署已逾12.4萬人。4月22日收集超過197萬個簽名。

### 认为元朗721襲擊案判刑過重
2021年7.21元朗白衣人襲擊事件兩周年之際，勝和林觀良、14K林啟明、吳偉南及黑幫成員程偉明等7名認罪或裁定罪成的被告22日分別被判入獄3年半至7年不等，何君堯對港媒表示判刑太重。他又提到，由於元朗事件並非一宗普通案件，是「顏色革命」中的一場事件，在法律上被告或可向行政長官要求「特赦」。他昨晚在直播中對被起訴暴動罪的白衣人表示同情，重申指出他們是「保家衛族」、「不是無差別打」，反是林卓廷帶領黑衣人到元朗尋釁滋事，挑戰原住民、居民，造成很大的打鬧。

### 輕視疫情出席聚會被送到竹篙灣檢疫中心隔離
2022年1月3日，因為冠狀病毒肺炎的新一波疫情在香港急速升溫，衛生署要求市民立即停止及取消所有人群聚集的宴會及社交活動，但香港特區政府多名主要官員及議員卻於同一天集體出席中國全國人大香港代表洪為民一個不跟足政府防疫指引（賓客進食以外時間除口罩、除口罩離檯交際唱歌和多人涉嫌沒掃安心出行入餐廳等等）的大型生日派對，超過170人在灣仔灣景中心的一家西班牙餐廳聚集，其後有人確診染疫，而被送到竹篙灣檢疫中心隔離21天，後因有涉事者為假陽性而被提早釋放。多名人士涉「知法犯法」令行政長官林鄭月娥表示非常失望。
2022年8月31日，何君堯感染2019冠狀病毒病病毒，須居家隔離。他當時在家中感到喉嚨痛，後來快測陽性，自行服用連花清瘟膠囊治療，並慨嘆新冠病毒「無處不在」。他早前曾經返大陸考察，但強調確診與此無關。

## 與中聯辦的關係立場
部分人士認為，何君堯與香港中聯辦關係密切，他被政壇中人懷疑是受到中聯辦扶植並直接控制，以打擊劉皇發為首的傳統鄉事勢力（獲鄉事派支持的自由黨周永勤聲稱因被恐嚇而棄選），故有「西環契仔」（中聯辦乾兒子）和「鄉事派梁振英」之稱而有「免死金牌」：「當然，儘管何君堯或須因为言行負上法律後果，而『西環』則無論如何都不會被法律連坐追究的；可是，這卻不代表「西環」不會被政治連坐追究。再加上，何君堯乃現時響應「反港獨」號召中最出力一員，環顧建制之內其他議員均望塵莫及，其『政治忠誠度』是毋庸置疑的。總的來說，何君堯『因工（「反港獨」）殉職』的窘況，又怎能夠容許發生呢？」。有聲音指出，何君堯能在政治路上越爬越高，是因為有香港中聯辦在背後倚仗。在與中聯辦友好的情況下，何君堯才可以於2015年10月被委任為嶺南大學校委，同年11月又當選屯門樂翠選區區議員。2016年7月15日，何君堯得到政府器重，獲授新界太平紳士一職，新界鄉議局無權推翻決定。新界太平紳士不但可在鄉議局有投票權、參與日常事務，更有權競逐鄉議局主席一職。何君堯在鄉議局的政治力量、話語權，都因而擴大不少。隔天，何君堯以新界太平紳士之名，報名參選2016年香港立法會選舉新界西地區直選。加上據端傳媒報導，有消息人士說，中聯辦想扶植有「鄉事派梁振英」之稱的何君堯，控制不再甘於只為民建聯拉票的「鄉事派」 ，而現在北京想逼不支持何君堯的人，也要支持他，是第一次那麼直接的干預。又形容北京是「玩政治」，想趁機「收服」各鄉紳，又指中聯辦新界部近年在新界已經滲透得十分深入，連一些鄉事活動，比如打醮、節慶，都由中聯辦新界部管理打點。何君堯獲委任為新界太平紳士後，成為鄉議局的當然委員（終身制）。對何君尧说我是西環契仔又有什麼問題，有傳媒表示：「雖然何君堯大言不慚指就算他是西環契仔也沒有問題，不過作為前律師會主席的何君堯，是否忘記了《基本法》第22(1)及(3)的規定？」
2016年9月5日，端傳媒記者問及何君堯他與中聯辦的關係，他回答「非常好」，又說：「香港的起步點一定是中環，中聯辦對我的是補助性的而已。中聯辦沒有找我做事，反而是我們找中聯辦做事更多。」。而2016年9月6日，何君堯在DBC數碼電台節目表示，自己是香港「親生仔」对「西環契仔」的提問表示，希望別人不要標籤他為「西環契仔」，但他不諱言與中聯辦關係良好。又認為香港人必須認清中共中央是最終的權力掌控者，才能找出符合香港利益的應對之道。對於新民黨主席葉劉淑儀的座駕昨日進入中聯辦，何君堯認為，與中聯率聯絡很正常，反問「去政府就是政府契仔、去警署就是警署契仔？」又說「就算我是西環契仔，又有什麼問題？」

## 言論
何君堯為激進派建制人士，經常有如「殺無赦」等爭議性言論。有其他建制派人士批評其過激的爭議性言論為是想故意引起別人關注。

### 反佔中及雨傘運動
何君堯認為「佔領中環」發起人、香港大學法律系副教授戴耀廷等人以真普選2017年行政長官為名，但實際上是推動非法的佔領中環行動，故對此作出批評。戴耀廷等人以公民抗命，迫使中央人民政府和特區政府接受泛民主派提出的真普選方案。何君堯認為，佔領中環實際上是違法行為，是民主的倒退。因此，他在2014年9月23日成立了保衛中環小組，呼籲市民不要參與佔領中環運動。
何君堯表示，公民抗命是指當社會現存法律出現不公義情況，例如英屬香港時代的「華人與狗不得進入」規條，才適合採用公民抗命；而即使法例不公義，公民抗命者亦會接受該例制裁以示抗議，過程亦不涉暴力。何君堯批評戴耀廷以法律系副教授身份，曲解公民抗命，導致不少年輕人在爭取政改時未有循序漸進，猶如革命，結果鋃鐺入獄，質疑他公器私用，涉及公眾利益。其後數次公開主張暫停戴耀廷在香港大學的教學工作。

### 自稱社工起爭議
2015年5月3日，當時身為「新界關注大聯盟」發言人的何君堯出席《城市論壇》節目，討論嶺南大學校內音樂會有樂隊演唱粗口歌所引發的風波。期間何君堯回應劉振琳時竟聲稱「我是一個普通市民，但我亦都是一個社會工作者」。
香港社會工作者總工會在 facebook 專頁刊登「給何君堯先生的一封公開信」，表示翻查社會工作者註冊局網頁，並無發現何君堯的註冊紀錄，又引用《社會工作者註冊條例》第VI部「使用名銜」，提醒何君堯自稱社工有機會觸犯法例。社總公開信中又指何君堯身為律師，理應明白法律後果，要求他向公眾道歉及交待。
其後他辯稱，他口中「社會工作者」是指「社會上工作的人士」，不是指自己是註冊社工，但社總指因為出現過很多自稱社工的騙案，決定報警處理。這番「社工＝社會嘅工作者」的新理論，立即吸引大量網民抽水，例如笑指律師是否等於「有紀律的師奶」。藝人鄭中基在facebook表示：「何律師話喎，社會工作者＝社會上工作，咁超級市場做嘢嘅人咪＝超人？」
5月7日，何君堯在社交網站上反擊，聲稱「一班廢偽社工不務正業」還「推波助攔」，「以社工之名」搞亂社會。還指責為何社工不響應他罵學生邀請樂隊唱批評警察的歌曲還「施行白色恐怖」，「比文革更文革」。揚言「為了香港未來一定會還擊」。

### 支持警員開槍殺「暴徒」
2016年2月14日情人節，當天中午的「城市論壇」討論早前被稱為魚蛋革命的旺角暴力警民衝突。何君堯以新界大聯盟發言人出席，他譴責示威者使用暴力。學民思潮成員黎汶洛多次追問何君堯會否同時譴責扔磚頭及開槍的警方，何君堯稱當晚警方表現過分克制，應出動催淚彈驅趕示威者，「暴力就是暴力，犯法就是犯法」。黎再問警是否應開槍，何君堯答是，更指「67年時（警方）出動散彈槍」，「（同樣情況）在美國隨時射死幾名示威者」。黎汶洛問何是否想射殺香港人，何則叫他不要斷章取義，但說：「不是指殺市民，是殺暴徒。」何君堯解釋，警員的配槍不是裝飾，若情況危險、警告無效，應按守則開槍，「如果不是的話就很愚蠢，警方自己都保護不了自己，如何保護我們（市民）呢？」。何君堯此言一出，引起關注討論，有網民直斥他以美國作例子是歪理。

### 「朱凱廸報葵盛東邨盛喜樓吸毒事件有用啲」言论
2016年10月8日，街工葵青區議員周偉雄在葵盛東邨盛喜樓一個單位門外進行facebook直播，聲稱該單位戶主為吸毒者，以往經常招待其他癮君子入內，疑該單位已淪為「毒品飯堂」，但警方及房署皆沒有處理，於是透過網上直播呼籲公眾關注，直播期間剛任立法會議員的何君堯留言挖苦「叫朱凱廸報警有用啲」，因不知朱凱廸在宣佈當選時提到收到死亡恐嚇威脅其性命及家人安全，最後警方拘捕了6名包含黑社會背景人士而隨即與網民掀起一場論戰。何君堯不斷與網民過招，甚至由周偉雄出言勸和，同時私訊何君堯要求不要再與網民爭執，有失身份，何君堯則回應說有需要回應市民，而他們「走偏了」，自己是嘗試引他們重回正軌。

### 支持「七警」
2017年2月22日，警察員佐級協會就七警案舉行「會員大會」的集會，以示對法庭判決表達不滿，何君堯現身表示支持。

### 反對LGBT權益
2017年4月底，香港高等法院就關於同性戀公務員是否享有配偶福利的司法覆核案中作出判決，判提案的公務員部分覆核勝訴。何君堯隨即於一個關於香港基本法的活動中發表恐同言論，並提議如果立法會同意容許同性戀者結婚的話，恐演變容許人獸交，全國人大常委會應以人大释法推翻法案。他的言論隨即被同樣反對同性婚姻的立法會議員周浩鼎批評為「極端」，並被已出櫃的立法會議員陳志全批評為「荒謬」及「欠缺常識」。
2021年6月9日，多名建制派立法會議員在立法會會議上，關注第十一屆同樂運動會將於2022年11月在香港舉行，同性議題具爭議性，衝擊傳統觀念，政府不宜支持及推動同樂運動會，更將活動與同性婚姻扯上關係。何君堯強調，他與其所代表的居民均反對同性婚姻合法化，他尊重個人選擇，但明言：「閂埋房搞乜係你嘅事，但大庭廣眾就有失體面」，認為以往已有不少辯論，說明有哪些基本價值觀的底線需要注意，政府不應插手運動會，否則等同推動同性婚姻，「民間做民間事，唔想賺呢啲污糟錢，呢10億元要唔要都罷。」有關言論引來不少網民不滿，其中歌手黃耀明6月10日回應《立場》查詢時，批評「滿腦子污穢的人才聯想到，一個國際知名的運動會竟會跟性扯上關係！」黃耀明認為，香港奪得同運會首個亞洲主辦權，是很值得自豪的事，但「這些劣等議員卻將香港變成國際笑柄！」他亦批評平機會主席朱敏健面對眼睜睜的歧視，軟弱無力的回應，再次證明在平權議題和保障上，不應對平機會再有任何期望。一直支持同志平權的藝人黃夏蕙在Facebook發文回應事件，認為性傾向並不影響他人，「搞乜鬼要醜化佢哋呢？」她強調百分百支持同志，「人需要自由戀愛的！」
7月18日，何君堯在書展一講座中，出言指《大叔的愛》是套「食糖食得多你都會糖尿病，更何況呢隻唔係糖，係糖衣入面包住大麻」的剧。他指推廣同性戀是違反中國國安法，「我哋唔係針對或者歧視任何性取向，但係我冇責任將佢推廣。而中國傳統價值同家庭觀，係一男一女。我哋而家就係要推動三孩政策，你就要推動嗰啲無孩家庭，咁完全係背道而馳。違反咗中國國安法，需要弘揚中國傳統文化，防止不良思想。」何君堯亦在論壇上點名批評2022年將舉行的同樂運動會，指是「披着羊皮嘅一隻比2019年還要凶險嘅一隻狼，朝著中國人社會價值觀、家庭觀，直接喺核心裏面爆出嚟。」有關言論引來不少網民不滿，也有網民回帶早前何君堯猛烈批評2022年舉行的同樂運動會，「正一死煩膠」，也有網民認為這其實是反映同性戀的表現，「恐同即深櫃」，更引來惡搞。
8月，一間衞生用品公司「Mr. Expan 潔癖主義」在九巴登車身廣告，印有反對歧視性小眾的字句：「性小眾唔係病 偏見先係病毒」，還有一幅兩名男子互相擁抱的照片。結果招惹了立法會議員何君堯批評。8月27日，何君堯在Facebook發帖批評：「病毒主義，登廣告推動同性戀運動的才是病毒，他們是病毒主義！可惜香港仍有很多人是不知不覺，或明知有害，但是利字當頭，與病毒主義同道，把整體利益犧牲！可恥！」，该公司隨即在其Facebook專頁以「致病毒大王」為上款反駁：「我們深信，偏見與歧視是社會病毒。破除社會恐同歧視，人人都應該出一分力。」他們解釋，全球有很多商業品牌，都透過廣告協力打擊社會偏見，為不同性取向人士發聲。相較之下，以同志平權為主題的廣告在香港並不多見，且在過往引來大量反同人士抨擊。帖文表示，不怕反同人士，「要罵要嘈要投訴，放馬過來」，又表示要向散播偏見的帶菌者說不，並反問：「推動平權都叫可恥？We don't give a fuck! 」帖文最尾還標註了何君堯。有關言論引來不少網民熱議，也有網民認為這其實是反映同性戀的表現，「佢真係好憎同志」，「咁憎同志通常喺背後會...」，也有網民讚賞该公司的反擊，「向该公司致敬」。
2023年3月1日，何君堯就香港終審法院裁定入境事務處拒絕未完成全套性別重置手術的跨性別人士修改身份證性別標記違反《香港人權法案》一事向全國政協提交提案，並稱此裁決直接影響香港社會秩序、價值觀，甚至涉及國家安全問題，「有不良意識滲透，影響社會甚至整個中國，不容忽視！」
4月20日，何君堯在Facebook發起《反對同樂運動會在港舉行—全民聯署行動》，稱目標在未來兩周內收集12萬個簽名，以向特首請願，要求煞停第11屆同樂運動會。他批評同運會衝擊傳統價值觀，又稱「必須要從國家安全角度著想」，須防範有人藉運動會再次破壞香港，更呼籲國安機構立即煞停運動會。何君堯批評運動會「破壞傳統」，指實質是同志運動，目的是為「這些性小眾」爭取社會的認同和包容，其後爭取平等權利和同性婚姻合法化，斥「嚴重地衝擊着社會的傳統價值觀」。他認為政府不應予以鼓勵和支持，因會「給人解讀為傾向支持同性運動」，甚至同性婚姻合法化。何君堯又形容目前「歪風席捲全球」，已有30多個西方國家受「不良意識形態所侵蝕」，承認同性婚姻合法化，做成一系列的倫理和社會問題，顛覆傳統家庭價值觀。何君堯稱「必須要從國家安全角度著想」，須防範有人藉同運會再次破壞香港，「顛覆中國人的傳統道德觀念，防範同運會直接破壞國家朝向中華民族偉大復興的目標」。他又指，任何活動都有可能顛覆國家憲法、基本法和國家安全。何君堯表示發起聯署是為了堵塞有關不良意識形態在香港蔓延，更呼籲國家安全機構立即煞停同運會。

### 「殺無赦」言論
2017年9月17日，在添馬公園舉行「革走戴耀廷吶喊大會」中，屏山鄉鄉事委員會主席曾樹和指提倡港獨者「若不認自己是中國人，就是外來人士，必須要殺！」，何君堯即和應說「無赦」。其後他在回應記者指如果港獨人士顛覆國家命運，「呢啲人，唔殺咗佢做咩？」，又指「殺無赦」的意思是嫉惡如仇。翌日，22名香港民主派立法會議員發表聲明，強烈譴責何君堯公開表示要殺害提出港獨的人士，認為其超越言論自由及道德底線，嚴重違反專業操守。行政會議成員及資深大律師湯家驊表示，何君堯的言論可能觸犯了《公安條例》中的17條b及26條，其中17條b列明，若於公眾聚集中用侮辱或辱罵言辭激發民眾情緒、擾亂公眾秩序，即屬犯法，最高刑罰12個月；26條則指，若鼓吹暴力去殺人或傷害他人身體，最高刑罰兩年，提醒他作為律師應該自重。何君堯回應，在戰爭中殺敵並無不妥，反問「唔殺咗佢做咩？」。
事後何君堯聲稱台上嘉賓發言非他所能控制，又解釋說當時所說的「殺」其實是「煞」，意指「煞停港獨」等。
2017年9月27日，嶺南大學學生會發起「嶺南人聲討敗類校董」行動，約40名學生從康樂樓地下遊行到黃氏行政大樓，要求校董會取消何君堯校董資格。到28日凌晨，何君堯在個人臉書回應，指「有關言論並非在嶺大校內發表或進行」，反問「大學又有何權力去干預校董在校外的言行，又怎可追究？」。10月3日，嶺南大學學生發起「佔嶺行動」，在天幕廣場紮營抗議至10月6日，要求何君堯及校方出席當天舉行的公開論壇。不過何君堯回應其因公事未能出席論壇，希望能在不安排傳媒的情況下另行與學生論政。
2018年1月18日，香港立法會通過不處理何君堯在去年9月反港獨集會期間，表示對港獨人士要「殺無赦」之議案。同年4月，警方完成相關「求警調查」案調查，認為沒有足夠證據對任何人提出檢控。
立法會議員、新民黨主席葉劉淑儀透露事前已建議何君堯不要舉行這類集會，亦有建制派人士私下認為不應該舉行，她指謾罵及激情對國家形象不是好事，對於「殺無赦」言詞，她認為言論過火，並稱有此判斷是常識，她認為何君堯如此表態是想故意引起別人關注、登上報紙，但說因為很多議員都會這樣做，所以不會因此責怪何君堯。

### 被指歧視少數族裔
2018年7月8日，何君堯在立法會少數族裔權益事宜小組委員會中提出預留5,000至10,000個家庭傭工崗位予少數族裔的建議，以保障他們的「權益」（何君堯解釋「權益」是指「開工權」和「收益」），被批評是將刻板印象固化和加深主流族群對少數族裔的歧見，媒體《香港01》評論該「援助措施」連「杯水車薪也稱不上」，還固化刻板印象：「事實上，5,000至10,000這個數字是怎樣計算出來？提案者有否研究過少數族裔對家庭傭工這工種的興趣或需求？此建議就只基於香港需要更多家庭傭工？若沒有研究持持的話，那顯然就是一種偏見的體現，展示出主流族群加之於少數族裔的支配感。」出席會議的少數族裔商人Abdull Ghafar Khan則批評相關言論帶有種族歧見。何君堯在其個人臉書說：「我奉勸大家不需要對號入座，不需要有這想法。只要大家想法宏觀一點，就會開心好多。」

### 促教師「唔好笠亂自殺」
2019年3月，發生東華三院李東海小學教師校內自殺事件，引起社會廣泛關注。3月下旬，何君堯在立法會發言，稱將自殺的林老師個案與校本管理制度扯上關係是過早妄下斷言。他又呼籲教師要堅毅，「唔好笠亂自殺（不要隨便自殺），建立這些消極態度。你不單止累死自己，還累死別人。」，言論令外界嘩然。有網民認為此言正正反映政界對教育界的問題了解不深。
撒瑪利亞會亦發出聲明指，根據多年來聆聽受助人的經驗以及學者的研究，重申「自殺並不反映受害者不夠堅毅」，而是長時間痛苦得不到適當支持而引發自殺傾向；聲明指自殺確實對社會造成沉重打擊，需要社會各界人士在防止自殺方面擔當重要崗位，而不是指責應該得到支持和服務的受害者。

### 亂屈Viu TV「屎從口出」
2019年5月11日，立法會修訂《逃犯條例》法案委員會「鬧雙胞」，民主派和建制派分別在8時半和9時在會議室1召開會議，再度正面交鋒，未能選出主席。會議吸引不少公眾人士及傳媒旁聽，衝突期間觀眾席有人向何君堯高呼「食屎」。何君堯聞言隨即向觀眾席反擊高叫「你落嚟！」，並以手機拍下對方容貌。及後，何君堯在Facebook上載相片，並起題「屎從口出」，質疑「今天在立法會裡，明顯有為數不少假借傳媒身份入來為泛統議員助威」，更聲言「其中也有表現極不專業穿著Viu TV T-shirt的記者向我作出侮辱言論」，自言「影低了他當時屎從口出的樣貌，太失禮、太令人失望了」。他形容對方為傻子（idiot），更相信是來自Viu TV，希望查出此人身份。不過，據其照片顯示該名公眾人士是穿着「VIIV」（即羅馬數字64）的上衣而不是「ViuTV」。不少何君堯的支持者留言，照樣狠批 ViuTV是「黄屍喉舌」。亦有網民留言指，「ViuTV同VIIV都分唔到，配返副老花眼鏡好喎大狀。」
一小時後，何君堯作出澄清，指有記者來電澄清，他同意立刻糾正，「sorry Viu！請大家不要怪Viu！」，惟在其中一張相片仍寫上「Viu TV」而未有更改。此事导致他2019年5月中旬5時15分開始，大概一分鐘收到兩個電話叫「食屎」，何君堯質疑民主黨涂謹申冒稱為修訂《逃犯條例》法案委員會主席，同時在自己 facebook 公開口供紙，上面寫有自己的電話號碼。2019年5月13日，民主黨立法會議員林卓廷在 facebook 提到此事，並留言，「會唔會有熱心市民致電佢，提供案件資料或意見呢？...我提提大家，唔好成日煩住何律師，重複打電話犯法的」。其後何君堯在facebook指責林卓廷，慫恿他人打電話來騷擾，
翌日，何君堯在立法會門外，向記者提到自己收到電話騷擾。人民力量陳志全反問何君堯何以把口供紙的電話公開

### 称白衣示威者是「英雄」惹众怒
網上流傳的一段短片顯示，何君堯於示威當晚與白衣人握手，舉拇指及鼓掌稱讚是「英雄」，并合影留念。

### 恐吓朱凱迪「選擇前面是生路或不生路」
何君堯在7月23日下午得知父母的墳墓被毀壞後，於7月24日凌晨在臉書直播指控是立法會新界西議員朱凱廸的支持者所為，要求朱凱廸交出破壞者，又警告朱凱迪「前面條路，一條是生路，另一條是不生路，你要選擇哪一條路？」，言論被指恐嚇，朱凱廸則否認何君堯的指控。

### 侮辱言詞批評大學生
2019年8月3日，立法會議員何君堯出席香港政研會舉辦的「希望明天」撐警集會，又說「讀得最多書嘅大學生變咗文盲」。
2019年10月24日，立法會二讀辯論稅務寬免措施，何君堯就教育開支問題發現，「中大迎新日嗰日有成300幾個嗰啲『曱甴』，我以為伊斯蘭國（IS）已經將佢個都，遷咗過嚟中大百萬大道。」，引起在席議員嘩然，鄭松泰要求對方澄清何謂「中大的曱甴」，要求他收回言論，但何君堯沒理會，繼續冷嘲熱諷。

### 「妳自慰啦」言論
2019年8月9日，立法會議員何君堯於Facebook專頁上上載多名議員在示威現場的相片，內文表示「不推介黑社會電影之『古惑仔-N 集』」，但其中一位女網友留言指「你自首啦」，但何君堯以「妳自慰啦」作回應，此回應被指有性騷擾的嫌疑。同日晚上11時，何君堯《以其人之道還治其人之身》為題發文，他拒絕就相關道歉，表示「經實驗證明，曱甴真喺好低能同自卑！佢哋口口聲聲講言論自由，DLLM，又柒又玖，粗口爛舌人哋就得，但俾人囘敬一句半句就扮純情，低B去投訴：『Miss，佢蝦我！』唉！醒啲啦，仲學人搞時代革命，戒咗尿片先再講啦。」他又強調：「對呢啲曱甴，一於以其人之道還治其人之身，No apology! 對曱甴是沒有性騷擾嘅！況且大家都唔知佢喺公定乸！」。

### 「痾尿都勁過佢」言論
2019年8月25日，警方花1,660萬元購入的三輛水炮車當中兩輛現身於荃葵青遊行。水炮車於當日至少發射過兩次水炮。當日下午6時08分，水炮車駛到大河道雅麗珊社區中心外向示威者所設置的水馬路障發射，成為正式投入服務後的水炮車首射，但未能成功沖散路障。同日下午6時45分，水炮車再次出動。於嘉民達力中心附近發射第二次水炮。當時，水炮車一邊向前駛，一邊發射水炮，但未有擊中示威者。同日晚上7時42分，有一名網民於何君堯Facebook專頁一個帖子上回覆，表示「大律師，你之前對於水炮車的回答真係非常精彩。想不到水炮車真的可以用來洗澡。不知道你對今日水炮車的表現有什麼評價？」。何君堯於同日晚上23時18分回覆該名網民「痾尿都勁過佢」。

### 發表「食慣洋腸」言論
2019年10月15日，香港立法會內務委員會舉辦正副主席選舉，於會議中由於何君堯提出要求會議主持郭榮鏗因其具律師身分，應依循「良好風格」以表決方式盡速決定選舉論壇舉辦方式，隨即遭毛孟靜議員提出質疑，認為其言論認為僅有具律師身分才能理性溝通，冒犯其他非具律師身分的議員。後郭榮鏗給予何君堯澄清，何君堯表示其言論並無此意，並隨即表示「『吃慣洋腸』的人理解可能不同。」（因毛孟靜議員的丈夫為英國人
）隨即離開會議室，後遭到民主派議員齊聲譴責，毛孟靜也表示此一言論為極具冒犯性、侮辱性及種族歧視的言論，並要求主席裁定。會議主持郭榮鏗宣布暫停會議，並請何君堯回到會議室澄清。
復會後郭榮鏗給予何君堯澄清其言論機會，何君堯堅持其言論不具冒犯性，並指出「食洋腸」意思是「食開義大利麵、臘腸」，並質疑牛津、大英百科是否有將「食洋腸」一詞定義為具冒犯性言論。於其澄清期間，議員鄭松泰要何君堯「吃屎」，林卓廷亦高呼何君堯是「人渣」。隨後郭榮鏗三次詢問何君堯是否收回其言論皆得到不願收回的回應，因此將他驅逐離開會議室，於離開前何君堯亦表示要求鄭松泰、林卓廷收回其冒犯性言論。後於何君堯離開會議室後，郭榮鏗詢問鄭松泰及林卓廷是否收回言論，鄭松泰表示願意收回，而林卓廷則表示何君堯確實是「香港第一人渣」，因此其不願收回其言論，但為避免讓郭榮鏗難主持會議，因此表示該日不會再出席此次會議，隨即離開會議室。

### 網民重提721事件為他策劃的人禍回應時恐嚇其小心遭天譴
2020年2月22日，有網民在何君堯的Facebook專頁留言，重提721事件是他作始作俑者的一場人禍時，何在回應中，直接以「你小心周譴」（即叫其小心遭天譴）作回應；有關言論即時其他留言者指責何對該網民作出恐嚇，直指其言論已經構成刑事恐嚇。

### 嘲林鄭經歷四年始知自己不足
在林鄭月娥發表最後一份施政報告後，何君堯表示只給49分，稱「行政長官終於醒覺，做返上任第一日已經要做嘅嘢」，「呢一份應該係2017年10月嘅施政報告，點出咗自己團隊嘅不濟、不足喺邊度，但佢仲要經歷咗四年之後先話畀你聽不足」。
何君堯見記者時先稱，施政報告的內容有份量，但又稱「唔係新嘢」，並指佩服林鄭咬緊牙關，克服「黑暴」和厄困：「佢有少少哽咽。作為女士嚟講，家庭犧牲好大，畀佢支持唔少先做得到。」他指出，林鄭終於知道政府在執行機制上有所不足，並且欠缺高層督導，和跨部門的溝通亦不足，「佢知道自己弱點係喺邊度，係好事」。

### 竹篙灣直播鬧爆林鄭陳肇始
在入住竹篙灣檢疫中心後，何君堯於網上直播中批評檢疫程序僵化，直言食衛局局長陳肇始甚至特首林鄭月娥，應到竹篙灣體驗一日。他聲稱自己遭「非法羈留」，「讓家人接應又不允許，提議家人接走我又說不行」，原本以為可以早點離開沒吃晚飯，豈料一直未能離開。他稱，除非陳肇始看其在直播中「媽叉（辱罵）她」後，「要是她醒目的話，馬上派兩架衝鋒車過來接我」，否則可能要12點後才能回家。其後他越說越激動，稱當日派對仍可以舉行，是陳肇始制定、是林鄭在行政會議批准，反問林鄭「如何做特首㗎？」指這個事件令他「火都要嚟（火上心頭）」：「你（林鄭）走出來罵人『做乜Q嘢』（幹啥）？」、「現在問責是問什麼責啊？特首要辭職啦！」認為林鄭對不起為她止暴制亂的人。最後他更斥責國泰航空串謀行騙，建議警務處處長蕭澤頤一離開隔離營就要以「危害國家安全」罪名來拘捕國泰航空相關人士，並建議政府對國際「封關」、反要與內地通關。

### 主張「推動共存」將違反國安法
在第五波疫情爆發時，部分民眾與專家主張港府應放棄清零，改以共存為主。何君堯大加批評此類言論，稱此等言論違反基本國策，將違反港區國安法。
。政府回應純討論政策不應視為違反國安法。林忌以此次言論，批評特區政府在防疫政策上，有政治干預科學的問題。，何君尧还批评，西方采取“与病毒共存”政策是为了掩饰无能及失职；被问到如果香港疫情失控，是否无可避免要采取“共存”政策，何君尧说，只要政府凡看到有病毒都全力以赴抗疫，就不算“共存”。

## 其他爭議

### 海外執業律師資格爭議
2017年9月22日，英國人Richard Scotford在網上公開一封聲稱由英國律師監管局回應市民投訴何君堯的信件，指翻查律師名冊後，未能找到何君堯的資料。但《香港01》引述和證實英國律師會職員稱，何曾於1997年註冊，但他現時只是沒有執業登記。此外，何君堯在2016年立法會選舉的宣傳單張亦自稱為「新加坡和英國及威爾斯執業律師」，不過媒體翻查新加坡司法部的執業律師名冊後，找不到何的名字。律師梁家傑表示，若何君堯無在海外執業，呈報時應註明目前無執業，否則有誤導之嫌。
郭卓堅於2017年9月25日入稟高等法院，司法覆核何的立法會議員資格。英國律師監管局亦有跟進。何君堯指翻譯錯誤，重申在英國及新加坡都有註冊成為律師，但由於沒有執業，故其名字不在當地執業律師名冊，強調「執業律師資格」獲兩地承認。
2017年10月3日，明報表示廉政公署就投訴何君堯涉嫌在2016年立法會選舉期間就其專業資格作失實聲明，以何涉違反《選舉（舞弊及非法行為）條例》立案調查。廉政公署調查後諮詢律政司意見，最終以證據不足為由，宣佈不提出檢控。

### 涉嫌利益衝突
2018年4月25日香港01報道，何君堯家族公司持有粉嶺高爾夫球場西南面12萬呎農地，指出何君堯曾於立法會投票反對要求政府研究收回該球場建屋的動議，惟未申報農地利益。何君堯回應：「漏報都唔出奇（漏報也不奇怪）。」又稱自己在2017年反對陳志全「要求收回粉嶺高爾夫球場議案」，並不涉及他家族任何利益，所以毋須申報。
報導指出，何君堯曾出任家族公司「寶通貸款置業有限公司」的董事，該公司由離岸公司「Profit Trade」持有99.99%股權，股東身分不明，而「Profit Trade」持有何君堯報稱所居住的元朗葡萄園洋房的業權。該片農地的占用人稱，農地屬於何君堯，獲其准許免費使用。何君堯回應，確實擁有寶通權益以及該批農地，至於為何一直沒有於動議及利益登記冊申報相關權益，他稱要仔細了解，並非存心隱瞞。
立法會議員陳志全和朱凱廸在4月25日去信，要求調查何君堯有否違反議事規則。何君堯指，事件不足以證明他涉及利益衝突，批評投訴「無謂」，但會盡量配合。立法會議員個人利益監察委員會主席姚思榮指，秘書處已接獲投訴，如確定內容符合事實，議監會將召開會議討論是否展開調查。
2018年5月2日，香港01報導何君堯再涉漏報利益，文章指何君堯家族離岸公司「Profit Trade」及其妻子一同持股的香港公司「巨雅」，持有深水埗舊唐樓單位。發展商恒基兆業地產有限公司原申請強拍收樓，後來改以1,962萬元收購單位，「巨雅」獲利12倍。雙方於2016年9月底（即何君堯同月當選議員後）簽訂合約。何君堯早前承認「Profit Trade」擁有家族資產，但拒絕交代他本人所佔公司權益，亦從未申報與上述兩間公司有關。公民黨陳淑莊議員促請何君堯交代是否持有「Profit Trade」和「巨雅」的權益。何君堯指，早前已就相關事件回覆，不會再作回應。

### 被揭發祖墳霸佔官地
2019年7月23日，有網民揭發何君堯位於屯門祖墳部份面積並非位於政府合法殯葬區內，而是非法佔用了政府屯門北食水配水庫用地，並向地政總署舉報。地政總署經初步調查後，發現涉事墳墓有部分超越相關認可殯葬區界線，又表示會再作進一步調查。另外，何君堯父母墳地的裝潢比附近的山墳豪華，墓碑以全雲石刻成，佔地約1,400平方呎的拜祭區由石磚鋪上。據《明報》翻查地政總署的地圖發現，何君堯父母墳墓的拜祭區佔整個墳墓約三分之二範圍，且幾乎整個進入屯門北配水庫土地地段範圍。

### 與白衣人齊唱改編版《願榮光歸香港》
2019年9月27日，有網民於Youtube上載一段名為《願平安歸香港》管弦樂團及合唱團版 MV的影片。此歌曲由一班自稱「愛香港文化藝術工作者」改動了《願榮光歸香港》的歌詞，及由何君堯、合唱團與管弦樂團參與拍攝MV。MV簡介稱「音符無分界限，相信填上不同的歌詞，也可以凝聚和傳頌我們750-201萬香港人的想法」，並強調「支持香港警察，嚴正執法」。不過，該影片於9月28日影片含有何韻詩公司Goomusic的內容，因此，因為版權問題而被刪除。至9月底，網絡上又出現了另一個按此版本所作的二次創作《港独议员何君尧带令众港独人士表演歌曲愿荣光归香港》。2023年6月7日，何君堯改編榮光一事，因為香港律政司申請禁制令而重新被提起。

### 林卓廷控告何君堯誹謗
至2019年10月，何君堯在立法會提出譴責林卓廷的動議，指控林卓廷於7月21日當晚在現場挑釁，林卓廷其後指控何君堯對他作出嚴重誹謗，民主黨主席胡志偉亦動議反對議案，指何君堯「惡人先告狀」，公民黨譚文豪關注，譴責議案措辭附表載有由何君堯編制的事件時序表，當中有英語粗言，質疑是否代表正式文件就容許有粗言。至11月19日正式透過律師入稟控告何君堯誹謗。在2020年10月23日，林卓廷在Facebook上發怖了何君堯因為在庭上不答問題，被法院判決需支付堂費，最終堂費為港幣160000元。

### 建議禁Telegram和連登
2019年10月15日，何君堯向特首林鄭月娥發信，認為連登討論區和通訊軟件Telegram是示威者一直依靠的社交平台，發放煽動及煽惑性言論，違反香港法例第200條《刑事罪行條例》第7、9及10章，故何建議特首林鄭月娥提議用《緊急法》取締連登討論區。

### 立法会读口术文件惹議
在「7.21」事件當晚與白衣人握手的建制派立法會議員何君堯，12月在立法會動議譴責民主黨林卓廷，指控林卓廷在7月21日「參與由一批『暴徒』組織和舉行名為『光復西環』活動」，又指控他當晚帶領多名穿著黑衣和喬裝成普通市民的人士乘搭西鐵前往元朗站「進行挑釁行動」，遂根據《議事規則》49B(1A)條動議譴責林卓廷。議案辯論期間，何君堯發言時朗讀林卓廷當晚facebook直播片段所说的话并多次讀出粗口简写，當何讀到「PK」時，立法會主席梁君彥指屬非議會語言，要求何君堯收回，何君堯不服並表示為誤解

### 成為美國候補制裁人選
美國以制裁香港違反人權官員為目的的《香港人權與民主法案》在2019年通過後，美國共和黨海外事務組織副主席俞懷松列出了首批將會被制裁的「香港六人幫」名單，包括林鄭月娥、李家超、盧偉聰、鄧炳強、鄭若驊和葉劉淑儀。除此以外，俞懷松再指出何君堯亦是一個將會被制裁的人選。

### 建議香港電台應該成為執政者喉舌才可以撥款及嘲笑其專頁讚好人數低下
2020年5月6日，當立法會繼續審議《2020年撥款條例草案》，且談及香港電台時，何稱港台要繼續得政府資助，就不得批評和攻擊政府，更指如港台繼續有關對政府的批評，就不應該得到政府資助，更建議其應該成為執政者的喉舌及與新聞處合併。同時他亦指出，港台有近10億元預算，質疑港台可於社交網絡「買LIKE」，又指他本人的專頁亦有11萬人讚好，16萬人追隨他的專頁，而多條短片亦獲數十萬點擊率，但毋須任何成本，形容自己是「一夫當關，萬夫莫敵」，相反港台的社交網站只有1萬多名追隨者，暗諷港台社交網絡支持度不足。該說法隨即被議會陣線的朱凱廸反駁，指出港台是按《港台約章》執行職能，不受北京左右，亦因說了北京不中聽的話，令作為共產黨支持者的建制派議員，自然就會想盡辦法剷除港台。他又指，本港媒體已被北京操控，而公共廣播正是不受政權及商業力量影響，批評建制派並不明白公共廣播的重要性。

### 指胡志偉批警隊濫權和中聯辦越權及叫港人抗爭言論違反誓言及是搞港獨
2020年5月7日，立法會全體委員會繼續審議泛民主派議員要求削減警隊和特首辦的開支。其中，當時身兼民主黨主席的胡志偉在發言時直斥警隊濫權，港澳辦和中聯辦干預香港內部事務，成為香港第二支正式管治隊伍，直指若「『黑警』暴力不除，（兩辦）干預香港不息，（香港）就會永無寧日」，並籲香港人團結一致和奮戰到底。何聽到有關言論後，隨即評胡及民主派屢屢抹黑警隊為「黑警」，指胡籲港人團結抗命，「即係搞『光復香港，時代革命』」，更以中國大陸大肆讚揚港警執法作反駁。同時，何亦認為胡所講的是「港獨」言詞，已違反誓言。同時，何亦強調自己反對所有修正案，更批評反對派視所有特首都是敵人，「唔係假想敵，係真正敵人」，又批評泛民「口口聲聲」行使關鍵少數的權力，但實際是把行政主導拖後腳。

### 2020年5月8日立法會內務委員會風波
於2020年5月8日立法會內務委員會風波，除了工聯會郭偉强對人民力量陳志全施暴外，民主黨尹兆堅亦被何君堯施襲，尹兆堅其後揚言必定追究。尹兆堅其後表示，自己在內會爭執當中「條腰整親」，而且弄傷「一個好多年前的舊患」。他憶述初時仍能站立，而且還以手摸著腰部和胸前，但之後遭到最少兩名建制派議員「批踭」攻擊，尹並點名指黃定光和何君堯攻擊他。

### COVID-19期間涉嫌違犯《預防及控制疾病規例》
何君堯7月中旬曾在酒樓大宴親朋，主題為「君事行動」，最少數十人出席。何君堯席間曾上台用咪發表講話，及觀賞表演，沒有戴口罩。

### 將見面內容披露的做法引起其他建制派不滿
立法會 10 月復會，《明報》「聞風筆動」專欄今日引述消息人士說，中聯辦在週一（21 日）與建制派議員見面，事後何君堯在建制群組發短訊，將座談會內具體內容重點列出供參考，包括指未來一年議會有「三座大山」，包括整頓司法界、教育和社福界，又指建制派要提高戰鬥力，「敢於鬥爭，亦善於鬥爭」。不過，何君堯將內容披露的做法引起其他建制派不滿，而且「西環大怒」。何君堯就回應，他的信息內容已是會議共識，「講完就要坐言起行」，又指批評他洩密的人是「幼稚」。
文章提到，中聯辦副主任何靖曾在會面當中呼籲建制派要團結。至於何君堯事後在建制群組發短訊的具體內容重點，包括建制派要提高戰鬥力，「在大是大非的事情上勇於表態」；司法改革要「爭取脫去假髮做起」、「恢復法官參加國情班」等；教育要「革走黃獨老師做起」、文憑試應剔除通識科；社福界方面就要求非政府組織和社工糾正，「把他們變成支持政府依法施政」。何又指，改革港台刻不容緩，設立記者登記制度有利「止暴制亂」。
文章「綜合多方消息」指，何君堯的信息一出後，其他建制派隨即批評他不應將內部會議內容記錄及在群組發放，其中新民黨主席葉劉淑儀在群組中曾經嚴正提醒何不應在群組內，說太多相關事情；亦有建制派議員表示，何君堯的做法已令「西環大怒」，因為即使相關信息真的是西環「旨意」，何君堯亦不應「周圍爆」。
何君堯回應專欄查詢時說，他發放的信息是講述建制派內部會議內容，他不評論是否與中聯辦開的會議，但他強調信息內容是當日會議共識「不是共識是什麼？講完就要坐言起行，難道只是吹水？」又指自己發放信息的目的是要「統一思想」，發信息的對象也只是「建制自己人」，認為批評他洩密的人是「幼稚」，「點做大事？」

### 亞洲欖球賽
2022年11月13日，亞洲七人欖球系列賽南韓站，主辦方播放《願榮光歸香港》作為「香港國歌」（the Hong Kong national anthem）播放，香港特區政府對此表示不滿，何君堯也對相關行為连发四贴文表示批評，要求解散欖球隊，但有网民发现9月28日，即讓愛與和平佔領中環五周年紀念日，有網友上載一段名為《願平安歸香港》的影片，並改動《願榮光歸香港》的歌詞，將其內容改成為希望香港能夠「止暴制亂」，稱「盼和平歸於香港」，他亦在個人的社群網路專頁分享有關該影片的新聞，並稱「大家盼望平安歸與香港」。由于主辦方播放歌曲时只有旋律，于是网民揶揄他口说解散欖球隊但主办单位只是播放和《願榮光歸香港》旋律相同的《願平安歸香港》而不自知、认为旋律相同的《願平安歸香港》违反国安法、要求國安徹查何君堯，取消議員資格。。而他只回应高兴小黄人出动。
亞洲欖球總會承認因為以為南韓主辦方有香港國歌的檔案，所以沒有將國歌交予南韓欖球總會，又稱負責播放國歌的職員是實習生，經過溝通後，相信播錯國歌僅是單純的人為錯誤。但香港欖球總會接受事件屬無意錯誤，並表明如再有同類錯誤發生，港隊會立即退賽，而不需解散。

## 外部連結
- 何君堯的Facebook專頁
- 何君堯的Facebook專頁
- 何君堯的新浪微博
- . 屯門區議會. 2016-09-27  [2021-01-30]. （原始内容存档于2019-12-17） （中文（香港））.

| 香港區議會    | 香港區議會                                                            | 香港區議會    |
| ------------- | --------------------------------------------------------------------- | ------------- |
| 前任： 劉皇發 | 屯門區議會 當然議員（屯門鄉事委員會主席） 2011年4月1日－2015年3月31日 | 繼任： 劉皇發 |
| 前任： 何俊仁 | 屯門區議會 樂翠選區區議員 2016年1月1日－2019年12月31日                | 繼任： 盧俊宇 |